# النبرگ (زاکسن-آنهالت)
النبرگ (به آلمانی: Ellenberg) یک منطقهٔ مسکونی در آلمان است که در والشتاوه واقع شده‌است. النبرگ ۴۲۸ نفر جمعیت دارد.